# Dunfermline Reign
Il Dunfermline Reign Basketball Club è una società di pallacanestro, fondata nel 1986 ad Dunfermline. La squadra gioca presso la Queen Anne High School di Dunfermline. Oltre a partecipare alla Scottish Men's National League con la formazione senior, il Reign è molto attiva nell'ambito del basket giovanile e femminile.

## Statistiche
| Stagione                       | Div. | Pos. | Partite | Vinte | Perse | Punti | Play Offs   | Scottish Cup     |
| ------------------------------ | ---- | ---- | ------- | ----- | ----- | ----- | ----------- | ---------------- |
| Dunfermline Reign              |      |      |         |       |       |       |             |                  |
| 1991–1992                      | SNBL | /    | /       | /     | /     | /     | /           | /                |
| 1992–1993                      | SNBL | /    | /       | /     | /     | /     | /           | /                |
| 1997–1998                      | SNBL | 8°   | 24      | 6     | 18    | 30    | No Playoff  | /                |
| 1998–1999                      | SNBL | 9°   | 27      | 4     | 23    | 35    | No Playoff  | /                |
| 1999–2000                      | SNBL | 9°   | 18      | 4     | 14    | 22    | No Playoff  | /                |
| 2001–2002                      | SNBL | 10°  | 16      | 3     | 13    | /     | No Playoff  | /                |
| Royal Bengal Dunfermline Reign |      |      |         |       |       |       |             |                  |
| 2002–2003                      | SNBL | 6°   | 18      | 10    | 8     | 28    | No Playoffs | Quarti di Finale |
| 2003–2004                      | SNBL | 6°   | 18      | 10    | 8     | 28    | No Playoffs | Quarti di Finale |
| 2004–2005                      | SNBL | 10°  | 16      | 3     | 13    | 19    | No Playoffs | /                |
| Dunfermline Reign              |      |      |         |       |       |       |             |                  |
| 2010–2011                      | SNBL | 10°  | 18      | 1     | 17    | 19    | Non qualif. | /                |
| 2011–2012                      | SNBL | 10°  | 18      | 1     | 17    | 19    | Non qualif. | Ottavi di finale |
| 2012–2013                      | SNBL | 9°   | 18      | 3     | 15    | 21    | Non qualif. | Ottavi di finale |
| 2013–2014                      | SNBL | 10°  | 18      | 1     | 17    | 19    | Non qualif. | Ottavi di finale |
| 2014–2015                      | SNBL | 9°   | 22      | 6     | 16    | 28    | Non qualif. | Ottavi di finale |